# 奧古斯特 (安哈特-普勒茨考親王)
奧古斯特（德語：August von Anhalt-Plötzkau，1575年7月14日—1653年8月22日），安哈特-普勒茨考親王，約阿希姆·恩斯特的第四子。

## 家庭
1618年，奧古斯特與索爾姆斯-勞巴赫的希比爾結婚，兩人共有3子2女：
1. 恩斯特·戈特里（英语：Ernest Gottlieb, Prince of Anhalt-Plötzkau）（1620年—1654年）
2. 萊布雷希特（1622年—1669年）
3. 索菲（1627年—1679年）
4. 伊莉莎白（1630年—1692年）
5. 埃曼努爾（1631年—1670年）